# عذم جنوبي
العذم الجنوبي (باللاتينية: Stipa meridionalis) نوع نباتي يتبع جنس العذم من الفصيلة النجيلية.

## الموئل والانتشار
ينتشر في غرب المغرب العربي.